# Antoine César Becquerel
Antoine César Becquerel (Châtillon-sur-Loing, Franciaország, 1788. március 7. – Párizs, 1878. január 18.) francia fizikus, Alexandre Edmond Becquerel fizikus apja, a fizikai Nobel-díjas Henri Becquerel nagyapja, Jean Becquerel fizikus dédapja.

## Élete

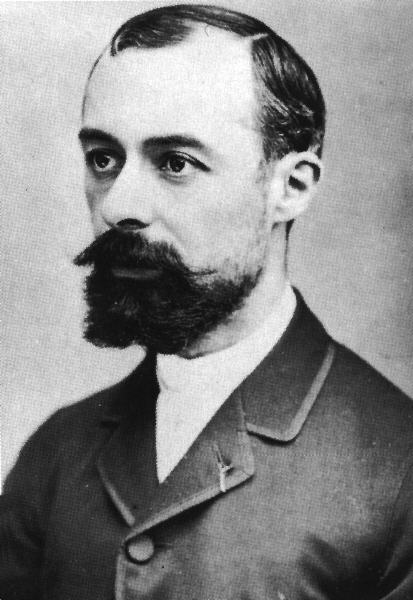

Châtillon-sur-Loingban született. Egyetemi tanulmányai után 1810–1812 között a francia hadsereg tisztjeként részt vett a félszigeti háborúban. Ezután a École polytechnique tanfelügyelője lett, de már 1814-ben visszahívták a hadseregbe. A vezérkarhoz osztották be, és a mérnöki kar egyik századparancsnoka lett. 1815-ben leszerelt, és ettől fogva a Párizsi Természetrajzi Múzeumban (Muséum national d'Histoire naturelle) tanított, illetve fizikai és kémiai kutatásokkal foglalkozott. Miután fia, Alexandre Edmond Becquerel elvégezte az egyetemet, maga mellé vette asszisztensnek. A fiú nemcsak a kísérletekben segített apjának, de eredményei megírásában és kiadásában is.

## Munkássága
1825-ben feltalálta az elektromos ellenállás minden korábbinál pontosabb mérését lehetővé tevő differenciál-galvanométert.
Apa és fiú közös felfedezése (1839-ben) a róluk Becquerel-jelenségnek elnevezett fotoelektromos hatás.
Vizsgálta a turmalin elektromos tulajdonságait, fémek elektromos vezetőképességét, az elektromágneses és elektrokémiai jelenségeket.

## Főbb művei
- Traité expérimental de l'électricité et du magnétisme et de leurs phénomènes naturels — 7 kötet, Párizs, 1834–1840.

Fiával közösen:
- Éléments d'électro-chimic appliqué aux sciences naturelles et aux arts — Párizs, 1843.
- Traité des physique considerée dans ses rapports avec la chimie — 2 kötet, Párizs, 1844.
- Traité complet du magnétisme — Párizs, 1845.
- Éléments de physique terrestre et de météorologie — Párizs, 1847.
- Des climats et de l'influence qu'exercent les sols boisés et non boisés — Párizs, 1853.
- Résumée de l'histoire de l'électricité et du magnétisme — Párizs, 1858.

## Emlékezete
A fotoelektromos Becquerel-jelenséget róla és fiáról nevezték el. Lényege, hogy az elektrolit oldattal érintkező fémelektród potenciálja fény hatására megváltozik. Ha két ugyanolyan elektródot használunk, akkor a megvilágított elektródból a fény hatására áram folyik át a nem vagy csak kevésbé megvilágított elektródba. A potenciálkülönbség függ az elektródok és az elektrolit anyagától, valamint a megvilágító elektromágneses sugárzás hullámhosszától (látható fény, ultraibolya, illetve röntgensugárzás) — látható fénynél ez néhány mikrovolt, röntgensugárzásnál akár néhány tized volt is lehet. Napjainkban ez a napelemek működésének alapja.

## Fordítás
- Ez a szócikk részben vagy egészben  az   Antoine César Becquerel című angol Wikipédia-szócikk ezen változatának fordításán alapul.  Az eredeti cikk szerkesztőit annak laptörténete sorolja fel. Ez a jelzés csupán a megfogalmazás eredetét és a szerzői jogokat jelzi, nem szolgál a cikkben szereplő információk forrásmegjelöléseként.